# グッドチャンネル
グッドチャンネルは、テレビ東京（TXN系列）で2010年4月5日から2011年4月1日まで放送されていた、ドラマ及びバラエティ番組の放送を行うテレビ放送枠の冠タイトルである。

## 概要
この番組枠が設定される前は、11時30分から12時00分まで「ハッピーチャンネル」、12時00分から12時30分までは「ランチチャンネル」（テレビ東京、12:00 - 13:00）あるいは、「Lドラ」（テレビ東京以外の系列局、テレビ東京からの裏送り）が放送されていた。
2010年4月改編で「Lドラ」が終了したのに伴い、「ハッピーチャンネル」を1時間枠に拡大する形で、11時30分から12時27分（金曜は12時30分、テレビ東京は12時35分まで）に設定された。同時間帯が1時間枠の放送枠となるのは2008年9月まで放送されていた「ドラマチックチャンネル」以来、1年半ぶりである。2010年4月5日から9月30日までの月 - 木は、12時27分から3分間、番宣ミニ番組（「「○○○○」オススメ」（○○○○は番組名）、または「デジケン」）が放送されていた。
2010年10月4日からは月曜 - 金曜11:30 - 12:25の放送に変更された。同時に曜日別の放送枠の見直しも行われ、月- 木曜は関東ローカルで12時35分 - 13時30分に放送されていた「ランチチャンネル」終了と同時に海外ドラマに、金曜は木曜から移動する形で『だいすけ君が行く!!ポチたま新ペットの旅』が放送されることになった。これに伴い、番宣ミニ番組も月曜 - 金曜12:25 - 12:30の放送となった。

## 平日昼枠全国ネット終了
2011年4月1日を以って本枠は終了し、同時にテレビ北海道・テレビ愛知・テレビ大阪・テレビせとうち・TVQ九州放送のTXN5局は、本枠の終了を以って『時代劇アワー』から続けてきた平日11:30 - 12:25枠のネットを終了した。これによりTXN系列における2011年4月4日以降の平日11:30 - 12:30枠は各局別編成のローカルセールス枠となった。これにより平日昼〜午後枠のローカルセールス枠が1時間拡大する形となり、11:30 - 15:35（2018年3月現在は11:25 - 16:54）が該当枠となった。またTXN系列は民放キー局系列で唯一11:30 - 14:00の時間帯における全国ネット番組が一本もない系列となった。これにより本枠終了時点で放送されていた『刑事ナッシュ・ブリッジス シーズン2』と『だいすけ君が行く!!ポチたま新ペットの旅』の2番組は、2011年4月4日から月曜 - 金曜12:35 - 13:30の関東ローカルの放送に変更されたと同時に、移行先の冠タイトルについては「ランチチャンネル」の名称が復活した。

## 放送時間
※すべて日本標準時（JST）。
2010年4月5日 - 10月1日
- 月 - 木曜 11:30 - 12:27
- 金曜 11:30 - 12:35（テレビ東京）、11:30 - 12:30（テレビ東京以外のTXN系列局）

2010年10月4日 - 2011年4月1日
- 月 - 金曜 11:30 - 12:25

## 放送枠の変遷
| 期間      | 期間      | 月曜                                                      | 火曜                                                      | 水曜                                                      | 木曜                                    | 金曜                                    |
| --------- | --------- | --------------------------------------------------------- | --------------------------------------------------------- | --------------------------------------------------------- | --------------------------------------- | --------------------------------------- |
| 2010.4.5  | 2010.10.1 | 女のサスペンス名作選 （『月曜・女のサスペンス』の再放送） | 女のサスペンス名作選 （『月曜・女のサスペンス』の再放送） | 女のサスペンス名作選 （『月曜・女のサスペンス』の再放送） | だいすけ君が行く!! ポチたま新ペットの旅 | あら簡単!世界レシピ                     |
| 2010.10.4 | 2011.2.1  | アメリカドラマ                                            | アメリカドラマ                                            | アメリカドラマ                                            | 韓国ドラマ                              | だいすけ君が行く!! ポチたま新ペットの旅 |
| 2011.2.2  | 2011.4.1  | アメリカドラマ                                            | アメリカドラマ                                            | 韓国ドラマ                                                | 韓国ドラマ                              | だいすけ君が行く!! ポチたま新ペットの旅 |

## 放送された番組
- 女のサスペンス名作選（2010年4月5日 - 9月29日）
- あら簡単!世界レシピ（2010年4月9日 - 10月1日）
- CSI:マイアミ シーズン5（2010年10月4日 - 12月1日、アメリカドラマ）
- フルハウス（2010年10月7日 - 2011年1月27日、韓国ドラマ）
- CSI:ニューヨーク シーズン3（2010年12月6日 - 2011年2月1日、アメリカドラマ）
- クリスマスに雪は降るの?（2011年2月2日 - 3月24日、韓国ドラマ）
- 刑事ナッシュ・ブリッジス シーズン2（再放送・第14話まで[2]、2011年2月7日 - 3月29日、アメリカドラマ）
  - テレビ東京は2011年4月4日（第15話）から「ランチチャンネル」月 - 火曜枠へ、テレビ大阪は2011年4月10日（第15話）から日曜24:35 - 25:35へそれぞれ移動。テレビ北海道・テレビ愛知・テレビせとうち・TVQ九州放送の4局は第14話を以って途中打ち切り。
- だいすけ君が行く!!ポチたま新ペットの旅（2010年4月15日 - 2011年4月1日、BSジャパン・テレビ東京の共同制作）
  - テレビ東京は2011年4月8日から「ランチチャンネル」金曜枠へ、テレビ愛知は2011年4月21日から木曜12:00 - 12:55へそれぞれ移動。テレビ北海道・テレビ大阪・テレビせとうち・TVQ九州放送の4局は本枠終了と同時に途中打ち切り。

## 備考
- 月曜 - 木曜は2010年10月4日から同年9月に終了した『ランチチャンネル』（関東ローカル）から移行する形で海外ドラマ枠となっていたが、主音声は日本語、副音声は制作国の言語の2か国語放送で、地上デジタル放送では主音声・副音声ともステレオのデュアルステレオ放送となっていた（『ランチチャンネル』枠に再移行後も引き続き実施）。
- 『女のサスペンス名作選』は、『月曜・女のサスペンス』（1988年4月 - 1993年3月放送、全作品4:3SD制作）の再放送で、本放送では実施されなかった字幕放送を実施していた。また、2010年7月5日からは、アナログ放送の16:9レターボックス放送に伴い、4:3映像の両側に薄紫色のサイドパネルを表示していた。
- 『あら簡単!世界レシピ』は、テレビ東京は11時30分 - 12時35分、テレビ東京以外のTXN系列5局は11時30分 - 12時30分の放送となっていた。
- 『CSI:マイアミ シーズン5』は、『CSI』シリーズでは2003年に放送された『CSI:科学捜査班 シーズン1』（月曜 22時00分 - ）以来のTXN系列同時ネットであり、続けて放送された『CSI:ニューヨーク シーズン3』は『CSI』シリーズにおけるTXN系列同時ネットでは3作目となった。
- 『だいすけ君が行く!!ポチたま新ペットの旅』は、地上波の放送では字幕放送を実施していた（『ランチチャンネル』枠に移行後も引き続き実施）。2010年9月30日までは木曜枠で放送され、10月8日から金曜枠で放送していた。『ポチたま新ペットの旅』シリーズは、テレビ東京とテレビ愛知は途中打ち切りとなった他、テレビ北海道・テレビ大阪・テレビせとうち・TVQ九州放送の4局では後に放送を再開したものの、4局共再度打ち切られている。